# Still Life (The Rolling Stones-album)
Still Life (American Concert 1981) är ett livealbum från 1982 av det brittiska rockbandet The Rolling Stones. Det spelades in från 5 november till 19 december 1981 under bandets Tattoo You American Tour 1981. Efterbearbetning gjordes i mars-april 1982.
Skivomslagets design är gjord av den japanske konstnären Kazuhide Yamazaki, som inspirerades av scenens formgivning.

## Låtlista
Alla låtar är skrivna av Mick Jagger och Keith Richards om inget annat anges
Sida 1
1. Intro: "Take the "A" Train" (Billy Strayhorn) – 0:27 (framförd av Duke Ellington med orkester)
2. "Under My Thumb" – 4:18
3. "Let's Spend the Night Together" – 3:51
4. "Shattered" – 4:11
5. "Twenty Flight Rock" (Eddie Cochran/Ned Fairchild) – 1:48
6. "Going to a Go-Go" (William Robinson/Warren Moore/Robert Rogers/Marvin Tarplin) – 3:21

Sida 2
1. "Let Me Go" – 3:37
2. "Time Is on My Side" (Norman Meade) – 3:39
3. "Just My Imagination (Running Away with Me)" (Norman Whitfield/Barrett Strong) – 5:23
4. "Start Me Up" – 4:21
5. "(I Can't Get No) Satisfaction" – 4:24
6. Outro: "Star Spangled Banner" (Francis Scott Key/John Stafford Smith) – 0:48 (arrangerad och framförd av Jimi Hendrix)